# تروگون‌بال‌ها
تروگون‌بال‌ها (نام علمی: Trogonoptera) یک سرده از پروانه‌های پرنده‌بال از جنگل‌های بارانی شبه‌جزیره تایلند-مالای، بورنئو، ناتونا، سوماترا، پالاوان و جزایر کوچک مختلف در غرب سوماترا است. اندازه بزرگ و رنگ‌های خیره‌کننده آنها سبب می‌شود که مورد توجه کلکسیونرها قرار بگیرند. حداقل سه نظریه وجود دارد که چرا این پروانه‌ها چنین نشانه‌های متمایزی روی بال‌های خود دارند: (۱) شکل‌های نیزه‌ای سبز/سیاه متناوب از خارهای تیز تقلید می‌کنند. (۲) شکل‌های نیزه‌ای سبز الگوی استتار برگ سرخس را زمانی که پروانه در حال استراحت است تقلید می‌کند. (۳) هنگام پرواز، علامت‌های سیاه و سبزرنگ پرهای سبز نوک پرنده در پرواز را تقلید می‌کنند. سه گونه پهن‌نوک سبز در بورنئو در همان زیستگاه بال‌پرنده راجه بروک یافت می‌شود که از دشت‌های جنگلی تا ارتفاع ۲۰۰۰ متری در کوه کینبالو به وجود می‌آید. تعدادی از بینندگان متوجه شده‌اند که تمام پروانه‌های پرنده‌بال بورنئو آنقدر بزرگ هستند که به راحتی با پرندگان در حال پرواز اشتباه گرفته می‌شوند. پرنده ای که برای خوردن حشره‌ای شکار می‌کند بعید است که به پرنده حمله کند. اگر الگوی بال پروانه از پرهای پهن‌نوک تقلید می‌کند، این یک حلقه تقلید مولری است زیرا هر دو گونه دارای بال‌هایی هستند که با الگوهای خار پوشیده شده‌اند. علاوه بر این، پهن‌نوک‌ها به دلیل منقار بزرگ و پروانه به دلیل سمی بودن محافظت می‌شوند. رنگ‌های آبی تکامل‌یافته در Trogonoptera brookiana از hecata و Trogonoptera trojana ممکن است با حضور پرندگان پری‌آبی در زیستگاه آنها توضیح داده شود.

## گونه‌ها
دو گونه در این سرده شناخته شده است:
- Trogonoptera brookiana – پرنده‌بال راجه بروک
- Trogonoptera trojana – پرنده‌بال پالاوان